# Trójmiejski Marsz Równości
Trójmiejski Marsz Równości – manifestacja środowisk LGBT+ odbywająca się cyklicznie w Gdańsku od 2015 roku. Jej organizatorem jest Stowarzyszenie na rzecz osób LGBT „Tolerado” i odbywa się w ramach Trójmiejskich Dni Równości. Od 2017 roku, jako pierwsze tego typu wydarzenie w Polsce, odbywa się pod oficjalnym patronatem władz miejskich.

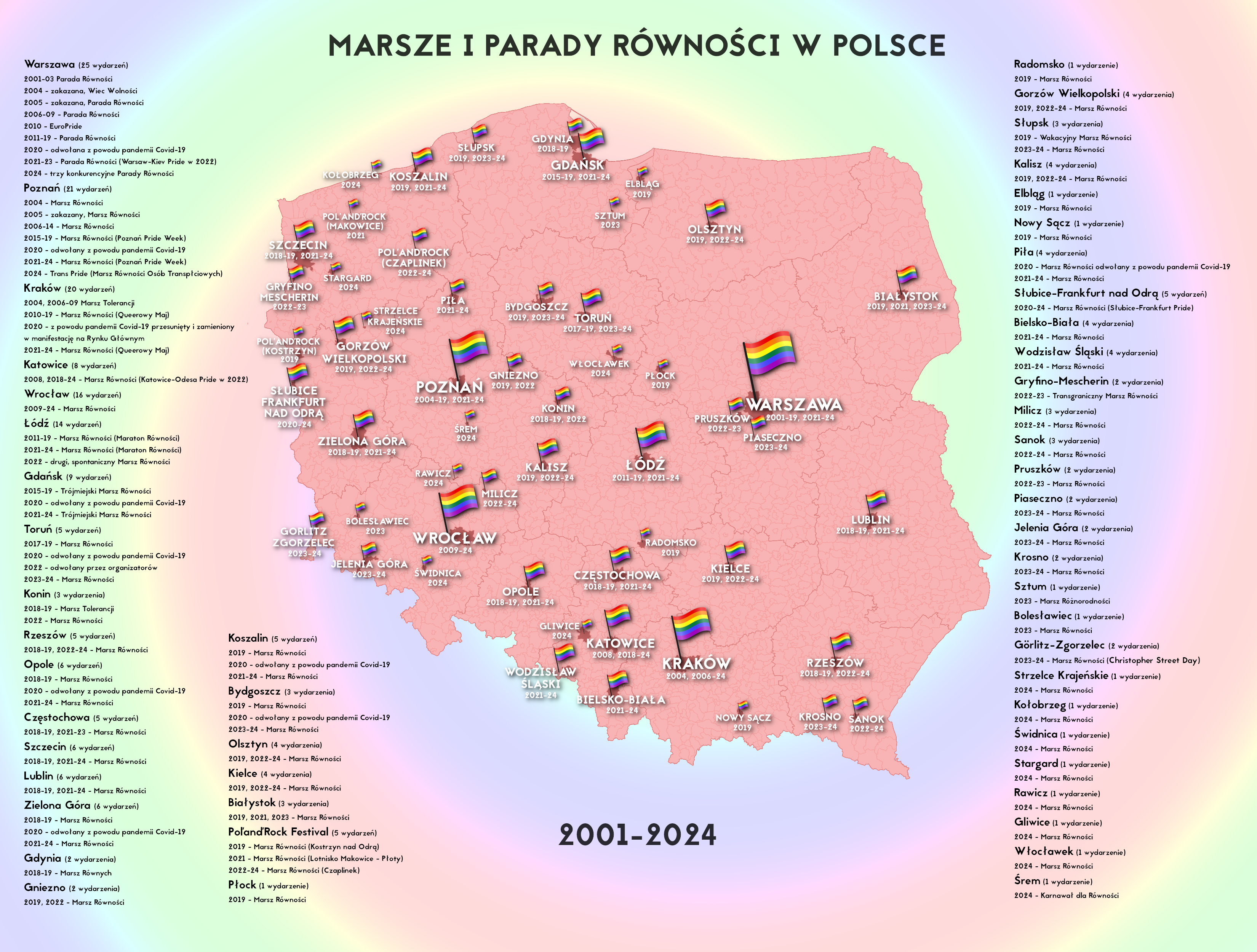
Trójmiejski Marsz w porównaniu z innymi Marszami Równości w Polsce

## Historia

### I Trójmiejski Marsz Równości (2015)
Pierwszy marsz równości w roku 2015 był częścią Trójmiejskich Dni Równości 2015 i przeszedł pod hasłem Jesteśmy rodziną!. Frekwencja zaskoczyła organizatorów – w marszu wzięło udział  około 1–1,5 tys. osób. W marszu wzięli udział ówczesna wicemarszałek Sejmu RP Wanda Nowicka, prezydent Słupska Robert Biedroń i ambasador Królestwa Szwecji Staffan Herrström.

### II Trójmiejski Marsz Równości (2016)
Marsz w 2016 roku odbył się pod hasłem Jesteśmy rodziną!, takim samym jak w poprzednim roku.  W II Trójmiejskim Marszu Równości wzięło udział według różnych szacunków od 800 do ok. 2000 uczestników. Marsz rozpoczął się na Targu węglowym i przeszedł aleją Zwycięstwa do dzielnicy Wrzeszcz z dwoma platformami z oprawą muzyczną. Ze względu na kontrmanifestacje marsz równości został przez policję skierowany na alternatywną trasę. Działacze środowisk narodowych protestujący przeciwko marszowi osób LGBT starli się kilkukrotnie z zabezpieczającymi marsz policjantami. Pięć osób zostało zatrzymanych przez policję.

### III Trójmiejski Marsz Równości (2017)
W 2017 roku wzięło udział według różnych szacunków od ok. 2 do 5 tysięcy uczestników, a otworzył go prezydent miasta Gdańsk Paweł Adamowicz. Hasło marszu w 2017 roku brzmiało Miłość! Nie wojna, nawiązujące do ówczesnej sytuacji politycznej. W marszu wzięły udział również przedstawiciele partii politycznych, w tym Ewa Lieder z Nowoczesnej oraz Agnieszka Pomaska z Platformy Obywatelskiej. Marsz rozpoczął się w dzielnicy Strzyża pod pomnikiem Piłsudskiego, a zakończył się we Wrzeszczu przy Domu Handlowym Jantar.

### IV Trójmiejski Marsz Równości (2018)
W roku 2018 w marszu wzięło udział około 7 tysięcy uczestników. Przemarsz wyruszył spod Teatru Szekspirowskiego do terenów postoczniowych w dzielnicy Młyniska. Honorowym patronem marszu był Prezydent Gdańska Paweł Adamowicz, który również brał udział w rozpoczęciu marszu. Władze miasta podczas marszu zapowiedziały wprowadzenie programu Model na Rzecz Równego Traktowania dotyczącego zwalczania dyskryminacji we wszelkich ich przejawach, włączając również dyskryminację ze względu na orientację seksualną.

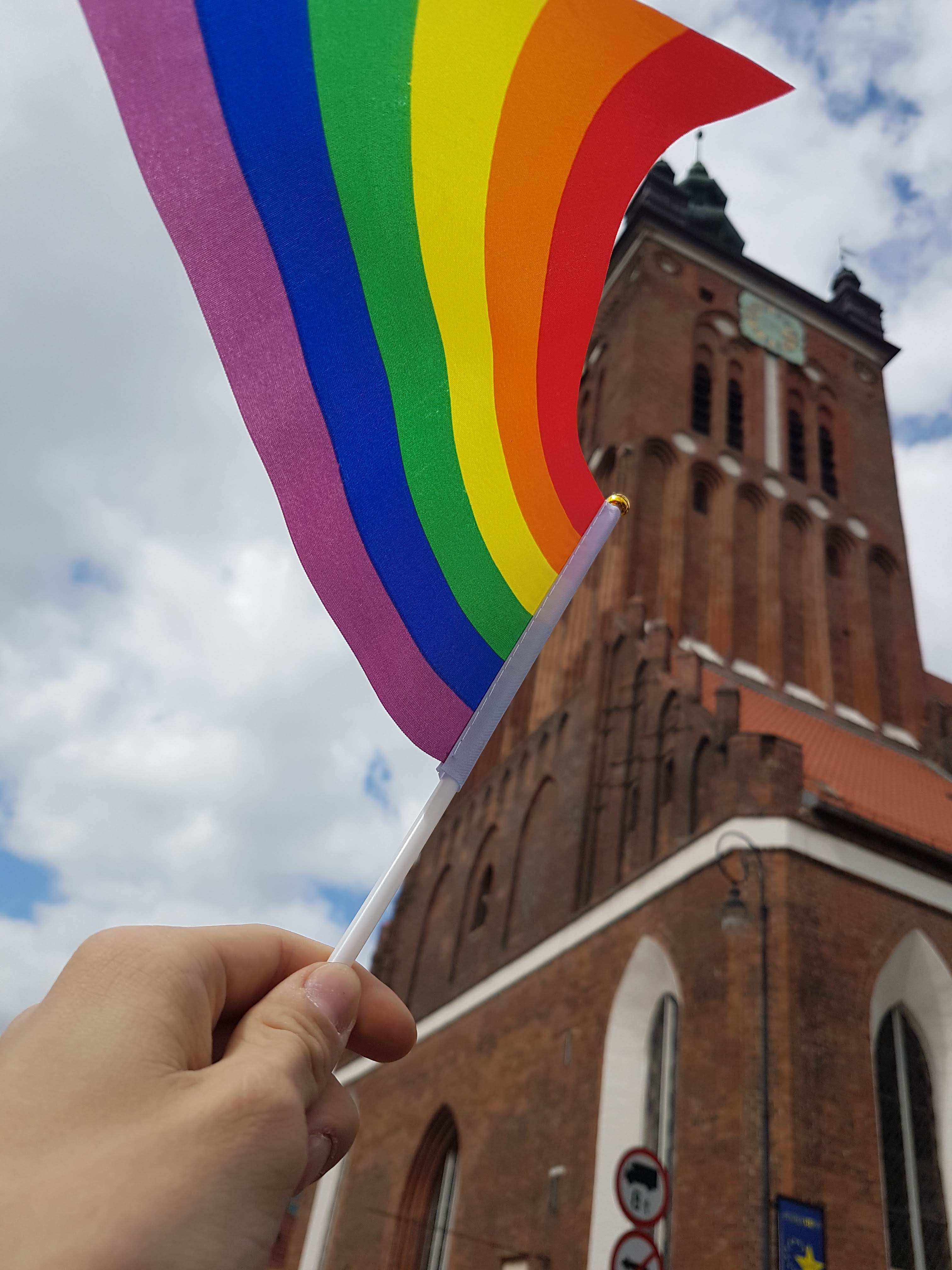
Marsz z 2019 roku odbył się pod hasłem „Miłość może tylko łączyć”

### V Trójmiejski Marsz Równości (2019)
W 2019 roku marsz zgromadził kilka tysięcy osób (według deklaracji organizatorów był liczniejszy niż marsz w 2018, i mógł liczyć ok. 10 tys. osób). Został objęty patronatem prezydentów Gdańska i Sopotu. Manifestacja była opisywana w mediach jako „pokojowa”, „radosna” i „bezpieczna”. Podczas marszu oddano hołd zamordowanemu w styczniu 2019 prezydentowi Gdańska Pawłowi Adamowiczowi. Hasłem przewodnim stały się słowa wypowiedziane przez Pawła Adamowicza: Miłość może tylko łączyć. Marsz otworzyła prezydent Gdańska Aleksandra Dulkiewicz. Wśród uczestniczek była także Magdalena Adamowicz (wdowa po prezydencie Pawle Adamowiczu), oraz prof. Joanna Senyszyn. Marsz zakończył się piknikiem na terenach postoczniowych.

### Marsz Równości 2020
Ze względu na panującą w Polsce pandemię i związane z nią obostrzenia, zaplanowane na 30 maja 2020 roku wydarzenie zostało odwołane. W zamian zorganizowane zostało wydarzenie online, na którym wraz z Chórem TAK odśpiewany został utwór “Miłość nas łączy” na nutę “We are the champions”, ze słowami nawiązującymi do  przemówienia prezydenta Pawła Adamowicza.

### VI Trójmiejski Marsz Równości (2021)
W kolejnym roku pandemii marsz mógł już się odbyć, choć termin został przesunięty z maja na 21 sierpnia. VI Trójmiejski Marsz Równości odbył się pod hasłem Mamy tylko jedno życie. Ponownie został objęty patronatem prezydenta Sopotu, Jacka Karnowskiego oraz prezydent Gdańska, Aleksandry Dulkiewicz, która oficjalnie otworzyła marsz wygłaszając krótką przemowę. W wydarzeniu brało udział kilka tysięcy uczestników.

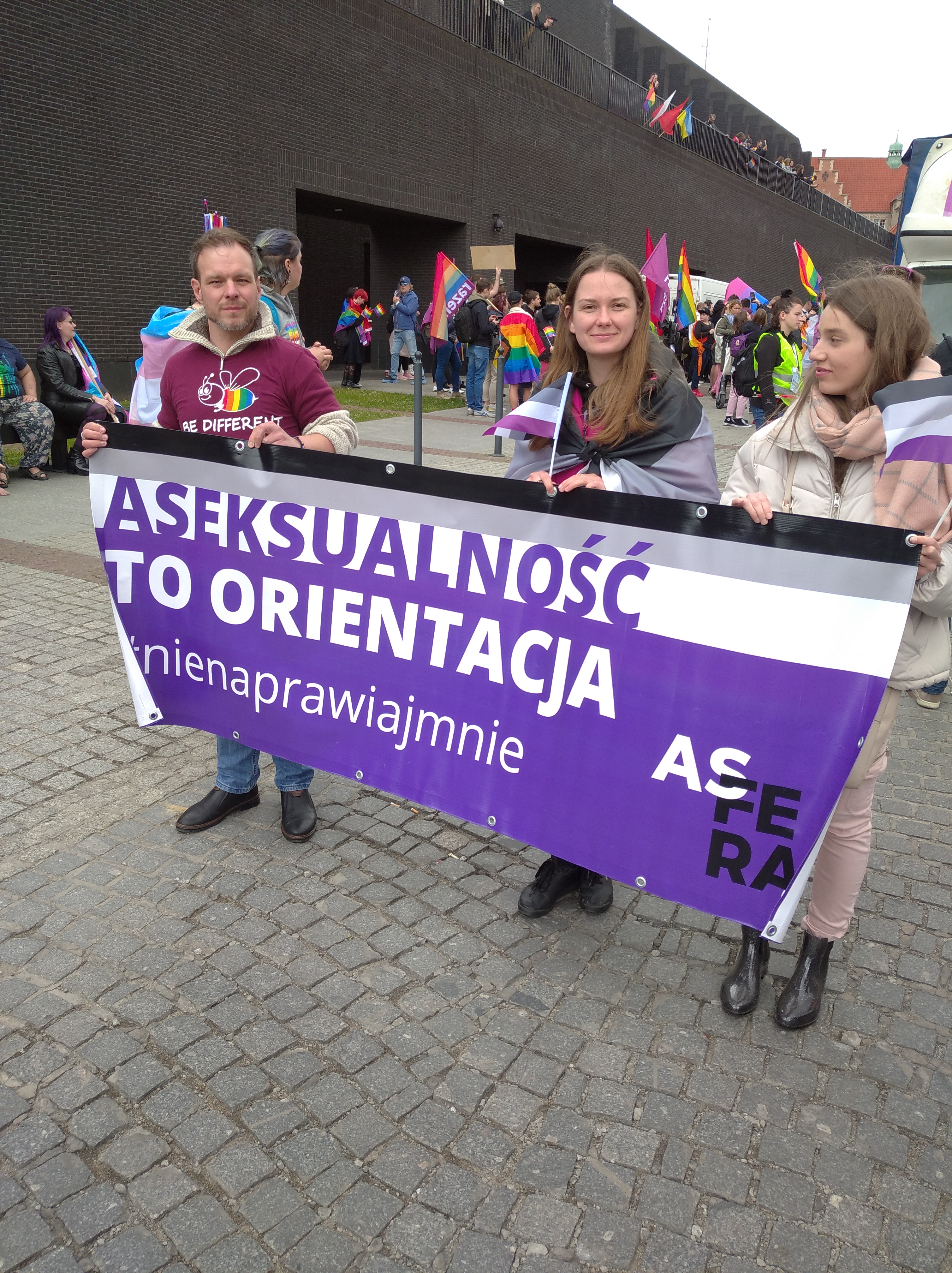
W VII Trójmiejskim Marszu udział brały również osoby aseksualne

### VII Trójmiejski Marsz Równości (2022)
W VII Trójmiejskim Marszu wzięło udział 7,5 tysiąca uczestników, którzy przemaszerowali ulicami Gdańska 28 maja 2022 pod hasłem Mamy Tę Moc. Patronatów honorowych udzielili Marszowi Prezydent Miasta Gdańska, Aleksandra Dulkiewicz, Prezydent Miasta Sopotu, Jacek Karnowski oraz Marszałek Województwa Pomorskiego, Mieczysław Struk. Spośród zaproszonych gości udział wzięli m.in. ambasadorzy Irlandii i Danii. Oprócz platform tęczowych w pochodzie wzięła udział również platforma w kolorach Ukrainy, na znak solidarności z napadniętym 24 lutego 2022 krajem.

### VIII Trójmiejski Marsz Równości (2023)
Ósma z kolei edycja Marszu odbyła się 27 maja 2023 pod hasłem Różnorodność jest wolnością. Wzięło w niej udział ok. 10 tys. osób. Patronat nad marszem objęli prezydenci Gdańska i Sopotu oraz marszałek województwa pomorskiego. Marsz otworzyła Aleksandra Dulkiewicz, prezydentka Gdańska, przemawiały również wiceprezydentka Sopotu Magdalena Jachim oraz europosłanka Magdalena Adamowicz. Maszerowali w nim również wiceprezydenci Gdańska Piotr Borawski, Piotr Grzelak i Monika Chabior oraz posłanki Barbara Nowacka i Agnieszka Pomaska.

### IX Trójmiejski Marsz Równości (2024)
W 2024 roku marsz zgromadził ok 7,5 tys. osób i odbył się pod hasłem "Otwórz drzwi na… miłość, równość, różnorodność - na nas!". Wydarzenie odbyło się pod patronatem wojewody pomorskiej Beaty Rutkiewicz i ministry ds równości Katarzyny Kotuli. W marszu po raz pierwszy uczestniczyli liderzy wszystkich samorządów terytorialnych Trójmiasta, prezydentka Gdańska Aleksandra Dulkiewicz, prezydentka Sopotu Magdalena Czarzyńska-Jachim i prezydentka Gdyni Aleksandra Kosiorek.